# Jelly (application)
Jelly est le nom d'une application mobile (et de l'entreprise qui l'édite) de questions-réponses fondée par le cofondateur de Twitter Biz Stone. Son développement commence en avril 2013, pour un lancement 7 janvier 2014. Elle fonctionne sur Android et iOS. Jelly se distingue des services concurrents comme Quora et Chacha en se basant sur le partage d'image : l'utilisateur pose une question à ses contacts à partir d'une photo qu'il prend.